# Тане Николов
Вижте пояснителната страница за други личности с името Тане войвода.
Таню Николов Жеков, известен и като Тане войвода, е български революционер, виден деец на националноосвободителното движение на българите в Македония и Тракия, войвода на Вътрешната македоно-одринска и Вътрешната тракийска революционна организация, участник във войните за национално обединение.

## Биография

### Ранни години
Таню Николов е син е на хасковския абаджия Никола Ангелов Жеков и Рада Стоева от село Кору чешме, днес Горски извор, Хасковско. Негов племенник, син на по-големия му брат Кою е друг легендарен български войвода – Никола Коев, известен с прозвището Мамин Колю.
Таню завършва първи гимназиален клас в Хасково. 
Отслужва редовната си военна служба в редовете на местния 10 пехотен Родопски полк, след което остава на свръхсрочна служба в полка, като младши унтерофицер на строева длъжност – командир на взвод.
Загубва твърде рано съпругата си, а скоро след нея умира и първородната им дъщеря.
В края на юни 1902 се уволнява от армията с чин старши подофицер.

### В Тракия
На 28 юли 1902 г. Николов е покръстен във ВМОРО заедно с Димитър Запрянов от Марин Чолаков и Стефан Чакъров и през август 1902 година влиза като четник на ВМОРО в Гюмюрджинско с четата на Константин Антонов.
Влязъл веднъж в революционната организация и заклел се в приятелство на Борис Сарафов, Тане Николов ѝ остава верен до края на живота. Тане Николов отначало е четник при Константин Антонов Сеченката, а от 1903 година става самостоятелен войвода. С четата си участва в Преображенското въстание в Тракия, където остава и след въстанието. В революционната му дейност от този период влиза взривяването на железопътна композиция на мост край село Бадома в Тракия през юли 1904 година, извършено заедно с другарите му Митрю Карабелята от село Дервент, Дедеагачко и Петко Келя от село Манастир, Гюмюрджинско, както и неуспешен опит за атентат на гара Кулели Бургас. Четата на Тане Николов води ред сражения с османските войски. В село Мерхамли (днес Пеплос), Ференско в края на декември 1904 след предателство и атентат срещу четата Тане Николов е ранен. Седмица по-късно, през януари 1905 води голямо сражение с редовна туска армия край село Манастир.

### В Македония
През април 1907 година е назначен за районен войвода в Прилепско, като действа и Велешко, за където заминава през май, с чета от 28 души, снаряжени и подготвени в България. По време на пребиването си в Македония, четата неколкократно се преформира, с помощта на местните милиции, като за известно време функциите на помощник войводи са изпълнявани от Пано Арнаудов и Иван Смичков и редица други, популярни и по-късно, български войводи. Четата има за основна задача да води борба с въоръжената сръбска пропаганда, преследвайки четите на Йован Бабунски и Глигор Лямев из Бабуна планина. През юни 1907 година води сражения с турски аскер и сръбски чети при селата Кърстец, Попадия, Никодин и Ракле, Прилепско.
През юли 1907 година е ръководител на обединените чети на Организацията, които участват в най-голямото сражение след Илинденско-Преображенското въстание, това при Ножот, Попадийски чукари и Ясенова глава, Прилепско.
| Чета на Тане Николов, 14 май 1907 година | Чета на Тане Николов, 14 май 1907 година | Чета на Тане Николов, 14 май 1907 година | Чета на Тане Николов, 14 май 1907 година | Чета на Тане Николов, 14 май 1907 година |
| Номер                                    | Име                                      | Селище                                   | Околия                                   | Забележка                                |
| ---------------------------------------- | ---------------------------------------- | ---------------------------------------- | ---------------------------------------- | ---------------------------------------- |
| 1.                                       | Таню Николов                             | Хасково                                  |                                          |                                          |
| 2.                                       | Никола Симеонов                          | Княжево                                  | Софийска                                 |                                          |
| 3.                                       | Тодю Русинов                             | Хасково                                  |                                          |                                          |
| 4.                                       | Петър Илиев                              | Прилеп                                   |                                          |                                          |
| 5.                                       | Киро Тодоров                             | Попово                                   |                                          |                                          |
| 6.                                       | Павел Иванов                             | Нова махала                              | Одринска                                 |                                          |
| 7.                                       | Мартин Николов                           | М. Търново                               |                                          |                                          |
| 8.                                       | Васил Димитров                           | Жълти бряг                               | Хасковска                                |                                          |
| 9.                                       | Васил Иванов                             | Радибуш                                  | Радомирска                               |                                          |
| 10.                                      | Милан Стоянов                            | Дивле                                    | Скопска                                  |                                          |
| 11.                                      | Иван Делчев                              | Бунарчево                                | Харманлийска                             |                                          |
| 12.                                      | Петко Гичев                              | Убруклии                                 | Харманлийска                             |                                          |
| 13.                                      | Никола Ангелов                           | Любимец                                  | Харманлийска                             |                                          |
| 14.                                      | Димитър Дойчинов                         | Стара Загора                             |                                          |                                          |
| 15.                                      | Васил Стефанов                           | Троян                                    |                                          |                                          |
| 16.                                      | Никола Митрев                            | Дедеагач                                 |                                          |                                          |
| 17.                                      | Аргир Господинов                         | Софуларе                                 | Харманлийска                             |                                          |
| 18.                                      | Петър Саров                              | Търсие                                   | Леринска                                 |                                          |
| 19.                                      | Христо Стоянов                           | Карлово                                  |                                          |                                          |
| 20.                                      | Петко Кънев                              | Троян                                    |                                          |                                          |
| 21.                                      | Христоско Стефанов                       | Избигли                                  | Станимашка                               |                                          |
| 22.                                      | Трайко Нешков                            | Битоля                                   |                                          |                                          |
| 23.                                      | Никола Василиев                          | Казанлък                                 |                                          |                                          |
| 24.                                      | Благой Каратанасов                       | Мустафа паша                             |                                          |                                          |
| 25.                                      | Кольо Захариев                           | Кратово                                  |                                          |                                          |
| 26.                                      | Тато Стефанов                            | Гевгелия                                 |                                          |                                          |
| 27.                                      | Камен Петров                             | Фурка                                    | Дойранска                                |                                          |
| 28.                                      | Иван Стоянов                             | Силистра                                 |                                          | [ 8 ]                                    |

След сражението при Ножот, по решение на Битолския окръжен конгрес от август 1907, е назначен за ревизор на всички организационни чети в Западна Македония. До края на 1907 година Тане Николов с четата си води ред сражения със сръбски и гръцки чети и с турски редовни войски в Мариово. След убийството на Борис Сарафов и Иван Гарванов от санданистите на 28 ноември 1907, в началото на януари 1908 година Тане Николов заедно с побратима си Никола Костов Сиин от Мокрени пристига в София и предлага услугите си в охрана на Христо Матов и Васил Чекаларов, които са на прицела на санданистите. Като ревизор на четите в Западна Македония е с делегатски права от Битолски революционен окръг при участието си на Общия конгрес на ВМОРО, проведен през март 1908 година в село Жабокрът, Кюстендилско.

### След Хуриета
След Младотурската революция от 10 юли 1908 година Тане Николов е сред дейците на ВМОРО, които, за разлика от течението на серчани – начело с Яне Сандански, се противопоставят на младотурския режим. В изпълнение на решението на Кюстендилския конгрес, Тане Николов заедно с Димитър Запрянов и Иван Москов, на 24 септември 1908 извършва покушение над Яне Сандански в Бошнак хан в Солун. Николов убива телохранителите на Сандански Мицо Врански и Танчо Атанасов, но самият Сандански е само ранен в плешката. След атентата Тане Николов се оттегля в България. През април 1909 година заедно с Апостол влизат отново в Македония, за да водят борба с младотурския режим. През февруари 1910 година, след среща с братя Бъкстон, Джеймс Баучер и Стаматов за уреждане на македонския въпрос е арестуван и интерниран от българското правителство във Варна. По същото време във Варна са Апостол Петков, Георги Занков, Стефан Чавдаров и други от старите войводи на ВМОРО. През март и април се провеждат и първите срещи между тях, с цел възстановяване на Организацията.
Преоблечен като свещеник, в края на април 1910 година Тане Николов заедно с Дякон Евстатий напуска Варна и в началото на май участва в софийското учредително съвещание в дома на Михаил Чаков, при което се полагат основите на БНМОРО заедно с Апостол Петков, Христо Чернопеев, Георги Занков, Димитър Ляпов, Михаил Думбалаков, Антон Бузуков
В средата на май сборните чети на Тане Николов, Апостол войвода, Христо Чернопеев, Михаил Чаков, Дякон Евстатий, Стефан Чавдаров и Костадин Самарджиев – Джемото заминават за Македония и при село Ораново, Горноджумайско е първото им сражение с турските гранични постове. С Тане и Апостол се заема лично потушителят на въстанието в Албания – Енвер бей, като цяло Ениджевардарско е блокирано от османски войски. С нова чета Тане Николов влиза отново в Македония през 1911 година. Сраженията с турците започват още от село Влахи. Следват сражения при Рибното езеро, край Ел тепе, край село Сърбиново и село Палат и други сражения в Пирин и Беласица. След това Тане се разболява тежко и се оттегля на лечение в Рилския манастир, където е предаден на българските власти от игумена, който е санданист. През 1912 година четата с която Тане Николов отново заминава за Битолски окръг е организирана и въоръжена от габровското гражданство. Докато Тане Николов действа във вътрешността, междуособиците в Организацията не спират – Тодор Александров издава окръжно срещу четата на Тане и горещо поздравява Христо Чернопеев, че се е заел с прогонването ѝ. По същото време Яне Сандански отказва да участва в общо съвещание на войводите, за да решат как ще действат в условията на предстоящата война.

### Балканските войни
Балканската война заварва Тане Николов с чета в Македония. Започва акция по прекъсване на телефонните и телеграфни връзки съвместно с четата на Борис Илиев. Води сражения край Крупник, Кресна, Мечкул и Сърбиново, Горноджумайско. Старите вражди между централисти, върховисти и санданисти са прекратени и четата на Тане Николов успоредно с тази на Яне Сандански се придвижва като авангард на Седма пехотна рилска дивизия при овладяването на Рупелското дефиле. Николов води сражения при Пресека, Градово и на други места. В началото на 1913 година Тане Николов се включва като охрана на Духовната мисия на Светия синод на Българската екзархия за покръщаване на помаците в Гюмюрджински окръг по направление Даръдере – Пашмакли.
От юли 1913 г. се включва в Междусъюзническата война, като се присъединява към Скечанския отряд на полковник Данаилов. Участва в сражения с гръцки войски при Гара Бук, Чангърдере и Беломорския проход. Нови сражения с турския аскер при Голям Палас.

### Първата световна война
По повод всеобщата мобилизация през септември 1915 година Таню Николов е призован и се явява в казармите на 10 п. Родопски полк и като необходим за Македоно-одринското опълчение е преведен на разположение към неговия щаб, съответно към щаба на сформиращата се по това време Единадесета пехотна македонска дивизия. 
От началото на август 1917 до края на ноември 1918 година, използвайки опита си в борбата със сръбската въоръжена пропаганда в Македония, той е в Моравско, където при щаба на Планинската дружина при Моравската областна военна инспекция организира български контрачети срещу сръбските въоръжени отряди, останали да действат в тила на българската армия след потушаването на Топлишкото въстание. Таню Николов е командир на партизанска рота, в чиито състав влиза неговият 47 планински взвод, и взводовете на войводите Тодор Оровчанов и Крум Зографов. Формирани в ядрото си от стари и изпитани бойци на ВМОРО, тяхната задача е борба срещу сръбските чети на Коста Пекянец, Коста Войнович и преследването им до пълно унищожение. В района на действие на ротата под командването на Таню Николов влизат старата сръбско-албанска граница, Велики Ястребац, Гайтан планина и част от Нишка околия. Негов помощник-войвода, през по-голяма част от времето там е Константин Кюркчиев.

### Начело на ВТРО
След Първата световна война Тане Николов е избран за член на ръководството на Вътрешната тракийска революционна организация. През 1920 година участва в организирането на българо-турска съпротива срещу гръцкото управление в Западна Тракия. През 1922 година е назначен за главен войвода на четите на новооснованата Българо-турска вътрешна тракийска революционна организация и ръководи 13 български и 7 турски чети. Четите правят опити да организират останалото в Западна Тракия българско и турско население, разрушават съобщителни връзки, нападат гръцки военни постове и села на гръцки колонисти, заселени в български или турски села.
След Деветоюнския преврат Тане Николов приема политиката на правителството на Александър Цанков за спиране на въоръжената борба срещу Гърция, в резултат на което турците се оттеглят от Вътрешната тракийска революционна организация, а едно от теченията във ВТРО, оглавявано от войводите Димитър Маджаров и Коста Георгиев създава друга ВТРО, продължаваща борбата.

### Между двете Световни войни
През 1924 г., след като е приет отчета му на редовен конгрес на ВТРО в Пловдив, се оттегля в Станимака. В същата година е интерниран в Никопол. Продължава да следи проблемите на освободителното движение. „В редовете на ВМРО има крайни недоразумения и ние, старите работници, които създадохме това дело, не можем да останем равнодушни и неми свидетели“, това е изводът от среща в София, в която участват и Михаил Чаков, Туше Делииванов, Атанас Лозанчев и други. Старият войвода не се намесва в уличните братоубийства през 20-те и 30-те години на XX век, въпреки че често подпомага останали живи дейци на освободителното движение при материални затруднения. Всяка година на Архангеловден той дава курбан за убитите му четници, на който присъстват бежанци от Тракия и Македония. За да осигури старините си, през 20-те години войводата закупува от имотите на Бачковския манастир стара мелница в Станимака, която основно обновява и прави от нея печелившо предприятие.

### Втора световна война
След присъединяването на Македония и Тракия, Николов периодично посещава новоосвободените земи и участва в организираните там възпоменателни тържества посветени на борбите за национално освобождение на ВМОРО и ВТРО. Той е инициатор и той заплаща първото тържествено честване на годишнина от епопеята при връх Ножот, Прилепско и издигането на голям паметен кръст на самия връх.
Веднага след 9 септември 1944 г. Войводата е арестуван от Народната милиция и след няколкодневен престой в асеновградския участък е освободен.
Финалът на бурния му живот е белязан от трагичен инцидент.
В началото на януари 1947 г., след многократни конфликти с наемателите на мелницата му и работещите там, при което системно е подлаган на подигравки и унижения от тях, Таню Николов нахълтва в канцеларията на мелницата, въоръжен с ловна пушка и законно притежаван пистолет, за да урежда постоянните дрязги и конфликти. Разразилите се пререкания довеждат до стрелба, с която той застрелва на място единия от наемателите и трима от работниците, смъртоносно наранява един работник и ранява по-леко още един от работниците в мелницата. Веднага след това Таню Николов сам телефонира в милицията и се предава доброволно и без съпротива.
Според Даниела Бурулянова и Христофор Тзавелла войводата е убит в ареста от комунистическите власти. В издадения от общинския лекар смъртен акт е отбелязано: „Смъртта е последвала от смърт чрез обесване (вероятно самообесване)“. Във вестникарско съобщение на пловдивски вестник, орган на областния комитет на Отечествения фронт, уж по информация от МВР, по повод развилите се събития и смъртта му се казва: „Известен като прононсиран терорист, участник в много разбойнически акции през Балканската и Европейската войни. Извършвал е масови убийства и грабежи. Като личен приятел на цар Фердинанда, подарил на последния голям брой златни монети и украшения, ограбени от него от разбойнически акции. Животът му е бил разгулен. Експлоатирал е най-безбожно работниците си и често ги е биел. Въобще, Таню Николов се е очертавал като престъпен тип.“
Таню Николов няма известни преки потомци. В средата на 30-те години той осиновява племенниците си Кою и Енчо - деца на братовия му син Мамин Колю. Малко преди края на живота си, огорчен от отношението към него и към имотите му, той променя намеренията си и завежда дела за разсиновяване, които приключват години след смъртта му. В края на 1946 г. прави публично завещание с което дарява почти цялото си имущество на Дома за сираци в Асеновград, който днес носи името му.
Коста Църнушанов приема, че Тане Николов е прототип на героя на Димитър Талев от романа „Гласовете ви чувам“, жестокия войвода Ганев.